# Florencio Arrivillaga
Florencio Arrivillaga Arana (Navarra, Primera República Española, 17 de mayo de 1873-Santiago de Chile, 1957), fue un hacendado y empresario español, radicado en Chile. Fue el propietario original de gran parte de los territorios de las actuales ciudades de Monte Águila, Yumbel y parte de la actual localidad de Estación Yumbel.

## Biografía

### Primeros años
Según el testimonio de su familia, Florencio Arrivillaga nació en Pamplona, Navarra, el 17 de mayo de 1873 (aunque, según otras fuentes, como su parte de bautismo, habría nacido en Peralta, tierra de origen de su familia).

### Estancia en Chile
Llegaría a Chile aproximadamente a inicios de la década de 1900. Contrajo nupcias con María Llano Torres, fruto del que nacerían sus 5 hijos: Guillermo, Armando, Fernando, Enrique, y María Isabel.
Inicialmente radicado en Santiago de Chile, logró enriquecerse gracias a trabajar un extenso fundo, alrededor de la Iglesia de los Dominicos, en Las Condes, hasta que posteriormente, llegaría al sur de Chile, radicándose primero en Concepción, y posteriormente comprando unos terrenos en la zona del departamento de Yumbel, el cual era un sector rural de tan solo 91 habitantes, y no se constituía aún como un poblado definido. No obstante, años más tarde, el Ministerio de Agricultura, a través de la Caja de Colonización Agrícola (antecesora de la Corporación de la Reforma Agraria), crea en el sector la Colonia Agrícola Monte Águila, compuesta por un extenso terreno de 2.620 hectáreas vendidas por el propietario Enrique Zañartu Prieto, las que se subdividieron en 67 parcelas, lo que atrajo a agricultores chilenos y extranjeros, principalmente alemanes. Pero pese a la ayuda estatal, el proyecto no prosperó, ya que el suelo arenoso no era fértil, y sumado a los desastrosos efectos del terremoto de 1939, la mayoría de los agricultores extranjeros abandonaron la zona.
No obstante, y pese a lo antes señalado, algunos colonos perseveraron en estas tierras, y lograron explotar sus predios, llegando a tener una situación económica favorable para sus familias en formación, siendo uno de ellos Arrivillaga, dueño del fundo Monte del Águila, tomado del ya conocido nombre del poblado, mencionado por primera vez en la historia por Francisco Astaburuaga en 1867, llamándolo "Fundo Monte Águila". La primera mención que se hizo de un sector rural con ese nombre en un documento oficial data de un decreto del 11 de septiembre de 1888, el que determinó las subdelegaciones de Chile, entre ellas la de Yumbel, en la cual se encontraba el distrito "Monte del Águila", dentro del Departamento de Rere.Arrivillaga tuvo en su hacienda extensas plantaciones de manzanos y pinos, y que se dedicó a la explotación de la ganadería porcina. Las familias de Arrivillaga, y otros colonos, como los chilenos Manuel Matus, Víctor Estrada, y Luis Zárate; junto con otros agricultores extranjeros, como el alemán Christian Suiter darían origen a la primera generación de población del creciente pueblo, que en tan solo 30 años aumentó en un 97%, llegando a los 1.000 habitantes en la década de los 30.Los predios de Arrivillaga abracaban gran parte de los territorios de las actuales ciudades de Monte Águila, Yumbel y parte de la actual localidad de Estación Yumbel, sumando más de 3.000 hectáreas, dedicados a la plantación de pino radiata, manzanos, parronales y olivos.
Décadas más tarde, la gran hacienda de Arrivillaga fue decayendo, y luego de ser vendida a varios nuevos propietarios, regresó a Santiago, donde vivió sus últimos días. Falleció en 1957, a los 84 años.

## Homenajes
Hoy, una de las calles principales de Monte Águila, lleva el nombre de Florencio Arrivillaga.Asimismo, gran parte de lo que fue su fundo original, hoy se corresponde con la actual ciudad de Monte Águla, y con el Fundo La Mancha, del empresario Manuel Recart Matus. 